# Талладіга (Алабама)
Талладіга (англ. Talladega) — місто (англ. city) в США, в окрузі Талладіга штату Алабама. Населення — 15 861 особа (2020).

## Географія
Талладіга розташована за координатами 33°25′50″ пн. ш. 86°5′54″ зх. д. / 33.43056° пн. ш. 86.09833° зх. д. (33.430539, -86.098251). За даними Бюро перепису населення США в 2010 році місто мало площу 62,30 км², з яких 62,12 км² — суходіл та 0,18 км² — водойми. В 2017 році площа становила 66,27 км², з яких 66,06 км² — суходіл та 0,21 км² — водойми.

### Клімат
| Клімат : Талладіга                                      | Клімат : Талладіга | Клімат : Талладіга | Клімат : Талладіга | Клімат : Талладіга | Клімат : Талладіга | Клімат : Талладіга | Клімат : Талладіга | Клімат : Талладіга | Клімат : Талладіга | Клімат : Талладіга | Клімат : Талладіга | Клімат : Талладіга | Клімат : Талладіга |
| Показник                                                | Січ.               | Лют.               | Бер.               | Квіт.              | Трав.              | Черв.              | Лип.               | Серп.              | Вер.               | Жовт.              | Лист.              | Груд.              | Рік                |
| Абсолютний максимум, °C                                 | 26,7               | 28,9               | 32,2               | 36,7               | 36,7               | 42,8               | 42,8               | 41,7               | 42,8               | 37,2               | 31,7               | 26,7               | 42,8               |
| Середній максимум, °C                                   | 13,2               | 15,2               | 19,8               | 24,3               | 28,3               | 31,9               | 32,9               | 32,7               | 30,1               | 24,7               | 18,8               | 14,0               | 23,9               |
| Середній мінімум, °C                                    | 0,9                | 1,9                | 5,7                | 9,4                | 13,8               | 18,1               | 20,0               | 19,6               | 16,6               | 9,8                | 4,5                | 1,6                | 10,2               |
| Абсолютний мінімум, °C                                  | −20,6              | −23,3              | −14,4              | −6,1               | 0,0                | 3,9                | 8,9                | 7,8                | 1,7                | −5                 | −15                | −17,8              | −23,3              |
| Норма опадів, мм                                        | 132                | 136                | 164                | 119                | 101                | 111                | 124                | 107                | 87                 | 72                 | 97                 | 123                | 1373               |
| ------------------------------------------------------- | ------------------ | ------------------ | ------------------ | ------------------ | ------------------ | ------------------ | ------------------ | ------------------ | ------------------ | ------------------ | ------------------ | ------------------ | ------------------ |
| Джерело: https://wrcc.dri.edu/cgi-bin/cliMAIN.pl?al8024 |                    |                    |                    |                    |                    |                    |                    |                    |                    |                    |                    |                    |                    |

## Демографія
Згідно з переписом 2010 року, у місті мешкало 15 676 осіб у 5719 домогосподарствах у складі 3722 родин. Густота населення становила 252 особи/км². Було 6611 помешкання (106/км²).
Расовий склад населення:
| - 48,7 % — чорних або афроамериканців - 47,7 % — білих - 0,5 % — азіатів - 0,3 % — корінних американців - 1,6 % — осіб інших рас |

До двох чи більше рас належало 1,2 %. Частка іспаномовних становила 3,4 % від усіх жителів.
За віковим діапазоном населення розподілялося таким чином: 23,2 % — особи молодші 18 років, 62,3 % — особи у віці 18—64 років, 14,5 % — особи у віці 65 років та старші. Медіана віку мешканця становила 37,4 року. На 100 осіб жіночої статі у місті припадало 95,0 чоловіків; на 100 жінок у віці від 18 років та старших — 93,6 чоловіків також старших 18 років.
Середній дохід на одне домашнє господарство становив 43 649 доларів США (медіана — 29 482), а середній дохід на одну сім'ю — 49 071 долар (медіана — 33 510). Медіана доходів становила 31 989 доларів для чоловіків та 26 953 долари для жінок. За межею бідності перебувало 27,2 % осіб, у тому числі 48,6 % дітей у віці до 18 років та 14,0 % осіб у віці 65 років та старших.
Цивільне працевлаштоване населення становило 4970 осіб. Основні галузі зайнятості: освіта, охорона здоров'я та соціальна допомога — 25,9 %, виробництво — 25,4 %, мистецтво, розваги та відпочинок — 9,9 %, роздрібна торгівля — 9,5 %.

## Відомі уродженці
- Тінслі Рендольф Гаррісон — PhD в медицині, лікар та науковець, редактор перших п'яти видань фундаментальної праці Основи внутрішньої медицини, яка з того часу перевидається як «Основи внутрішньої медицини за редакцією Т. Гаррісона».

## Галерея

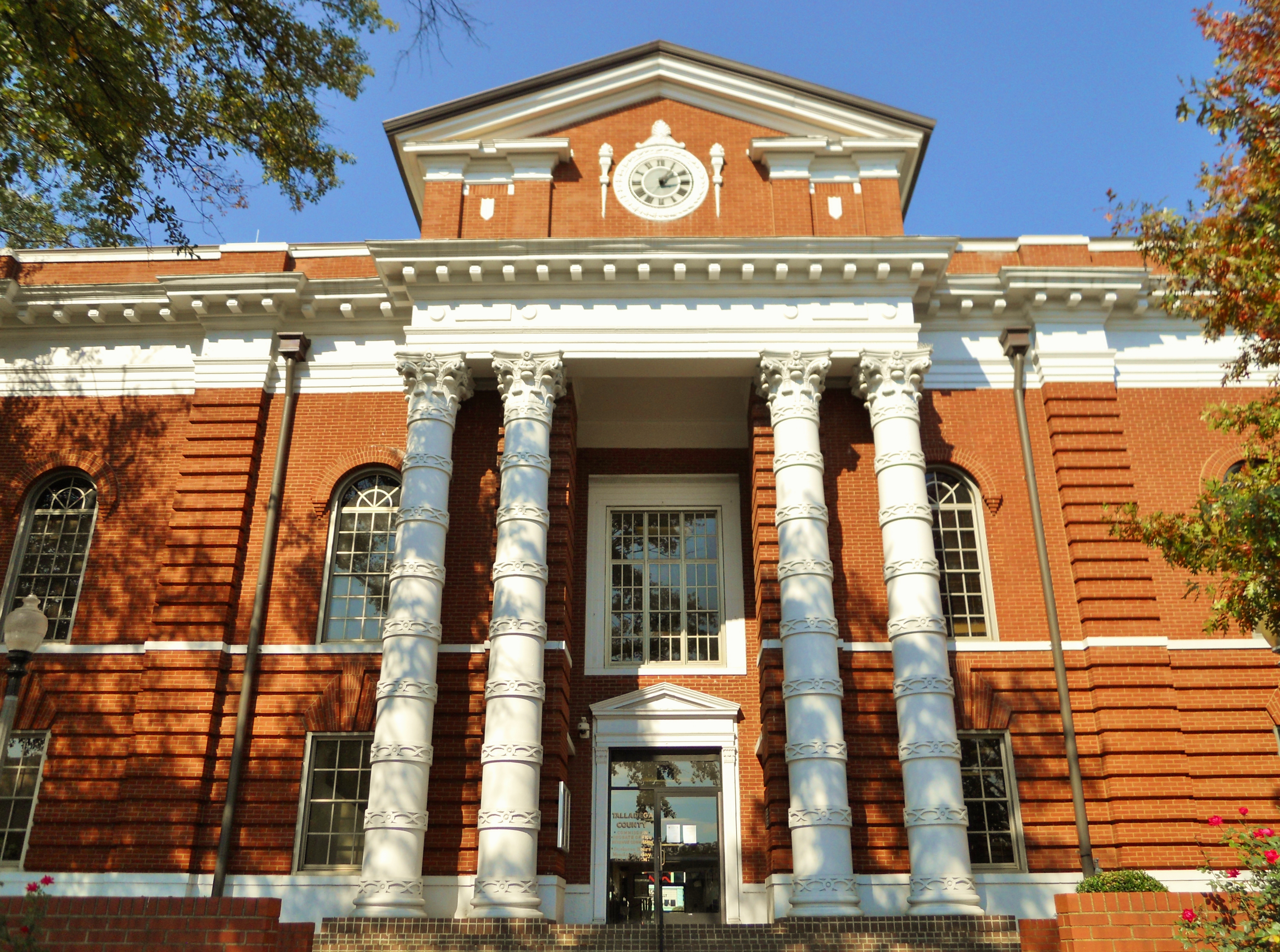
The Talladega County Окружний суд Талладіги
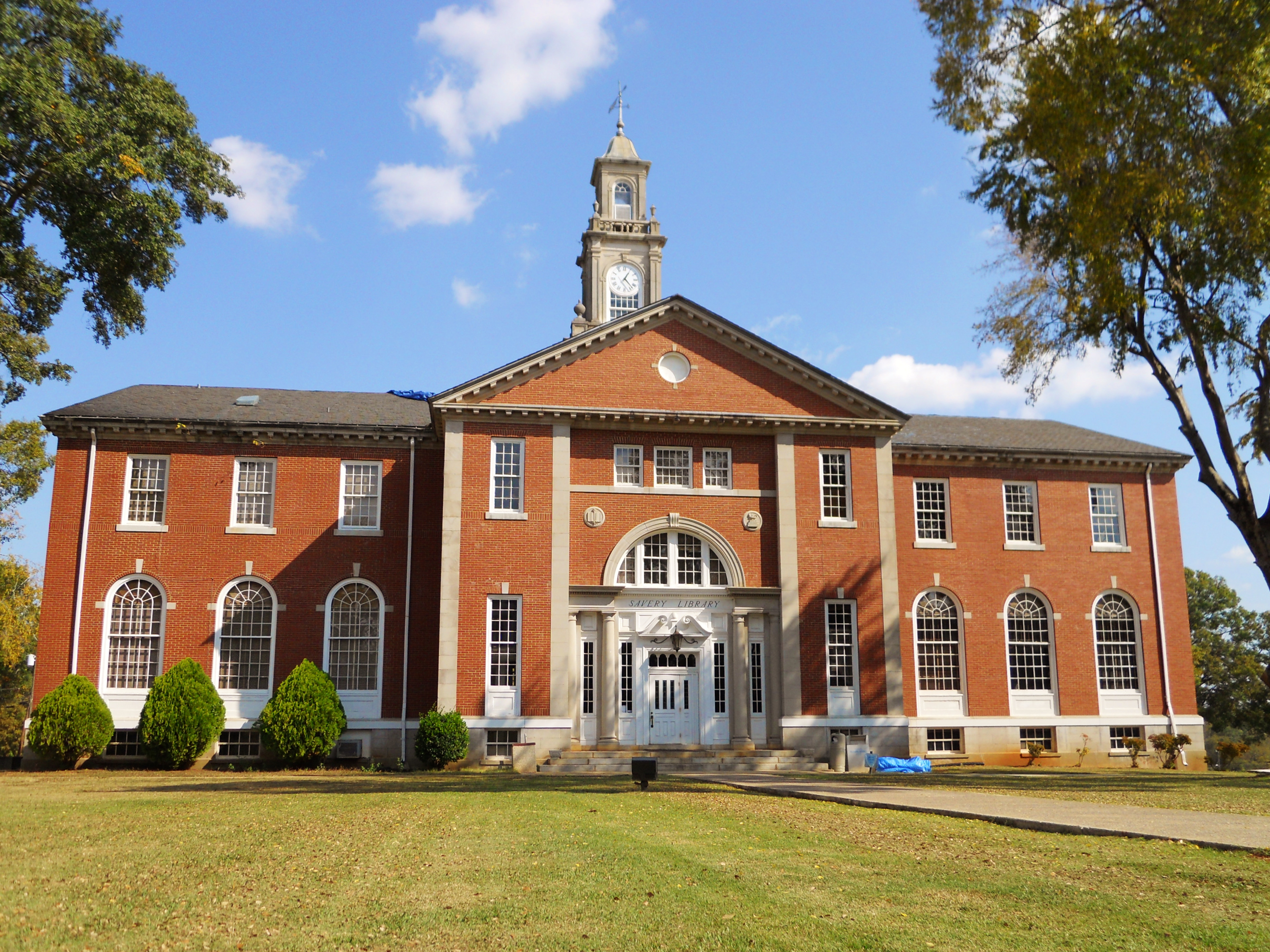
Бібліотека Талладіга-коледжу
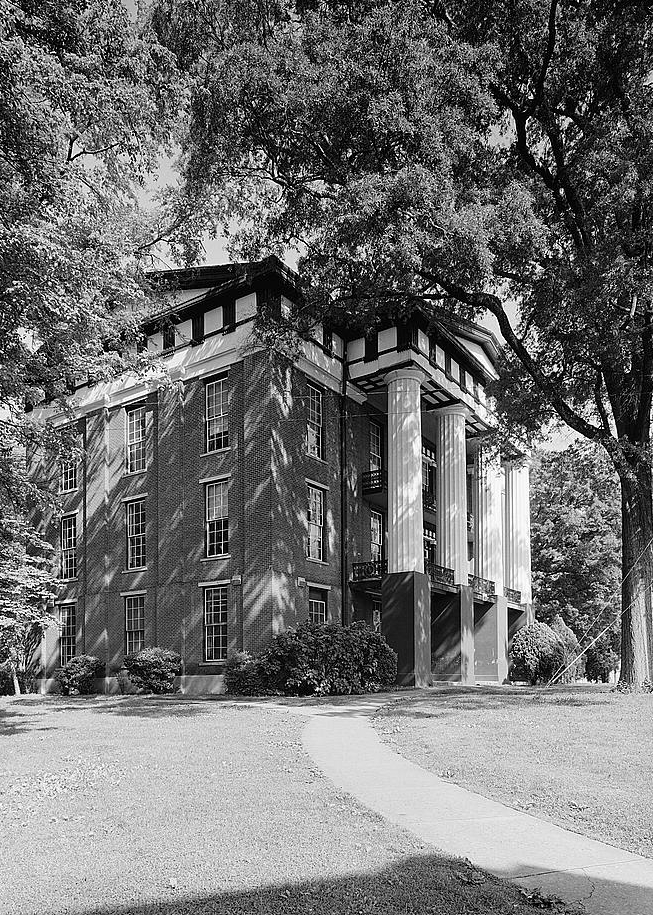
Побудована 1857 року, найстаріша будівля в кампусі коледжу Талладіги. Внесений до Національного реєстру історичних місць 2 грудня 1974
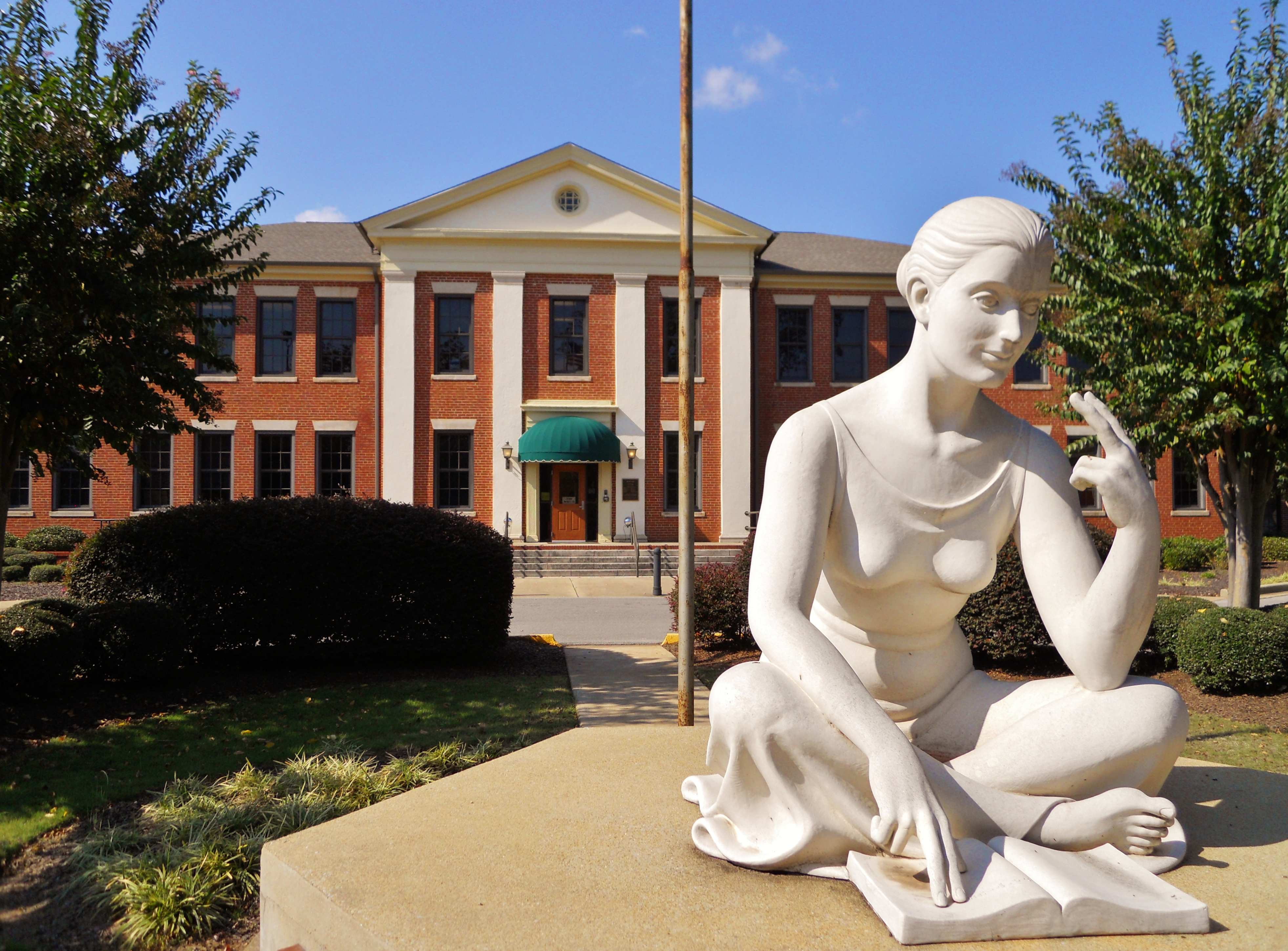
Алабамський інститут для глухих і сліпих
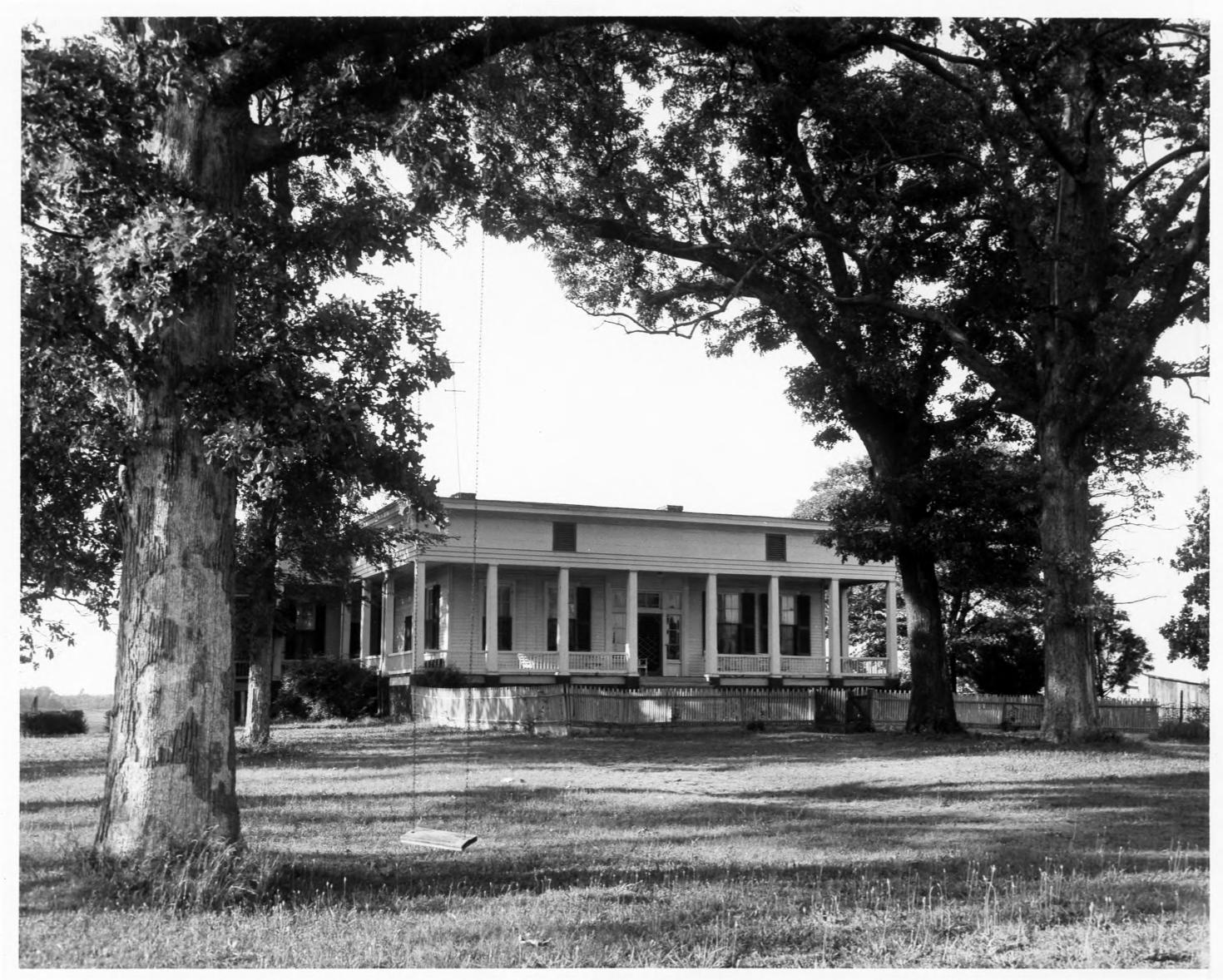
Будинок Дж. Л. М. Каррі був включений до Національного реєстру історичних місць 15 жовтня 1966 року
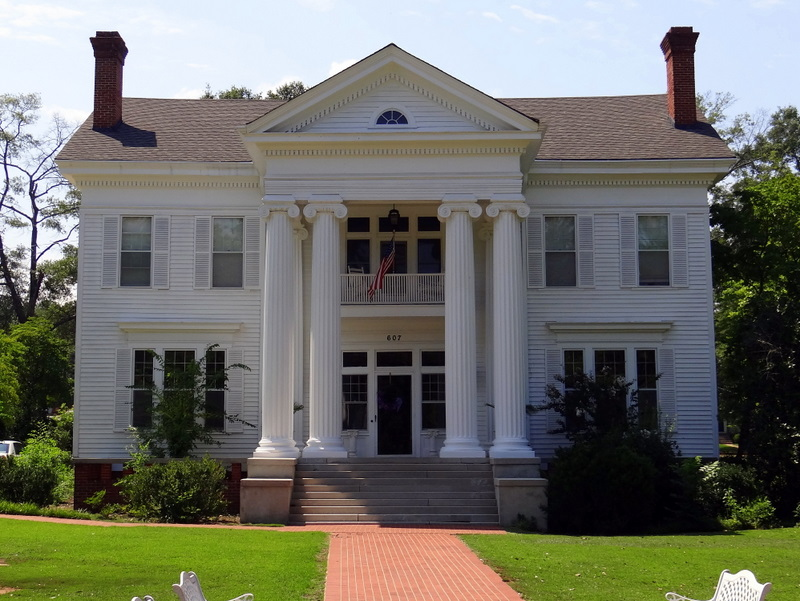
Особняк Браун Елліотт, побудований у 1912 році є частиною історичного району шовкових панчіх. Район був занесений до Національного реєстру історичних місць 13 грудня 1979
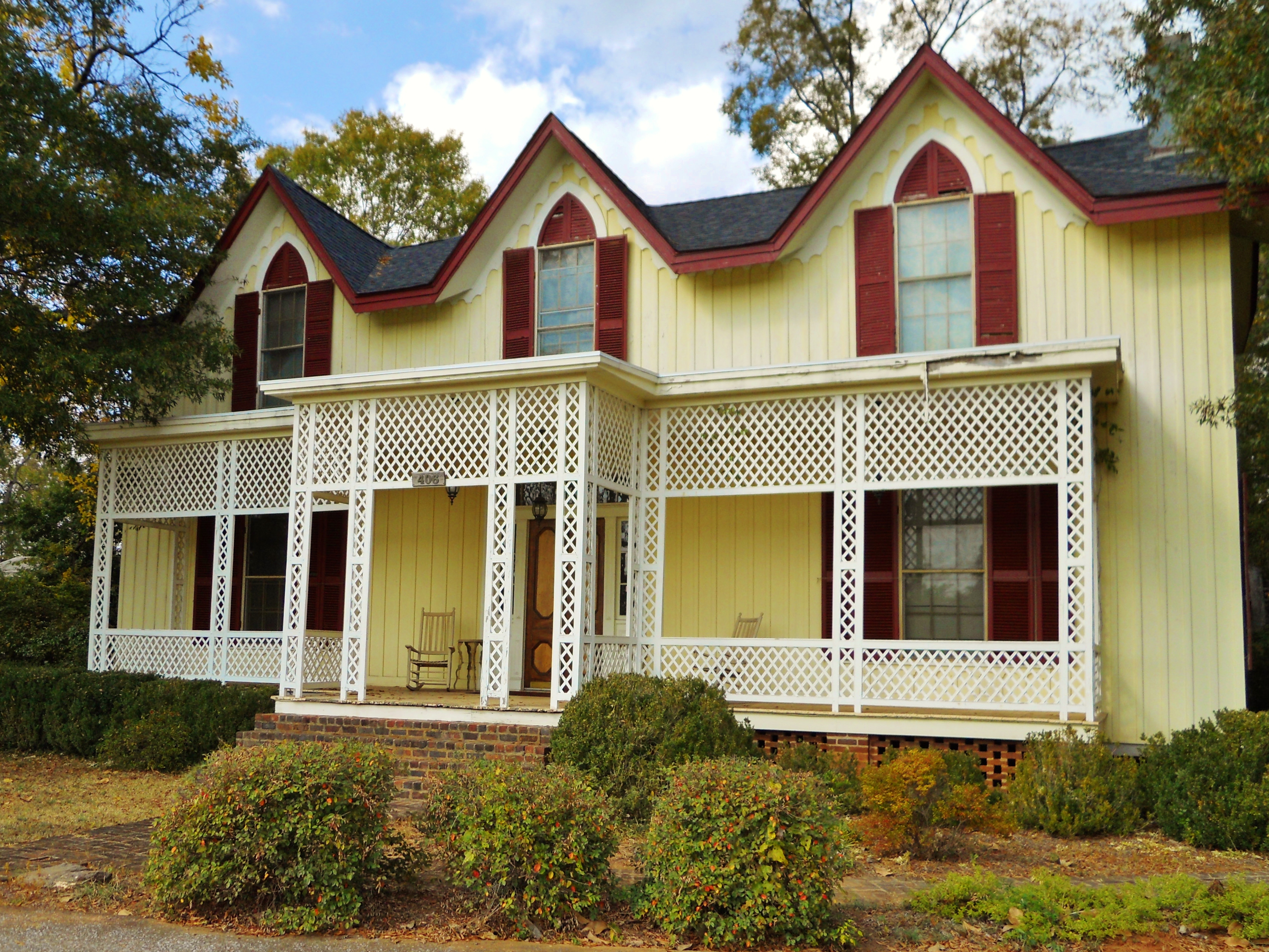
Самшитовий будинок був включений до Національного реєстру історичних місць 9 червня 1983 року
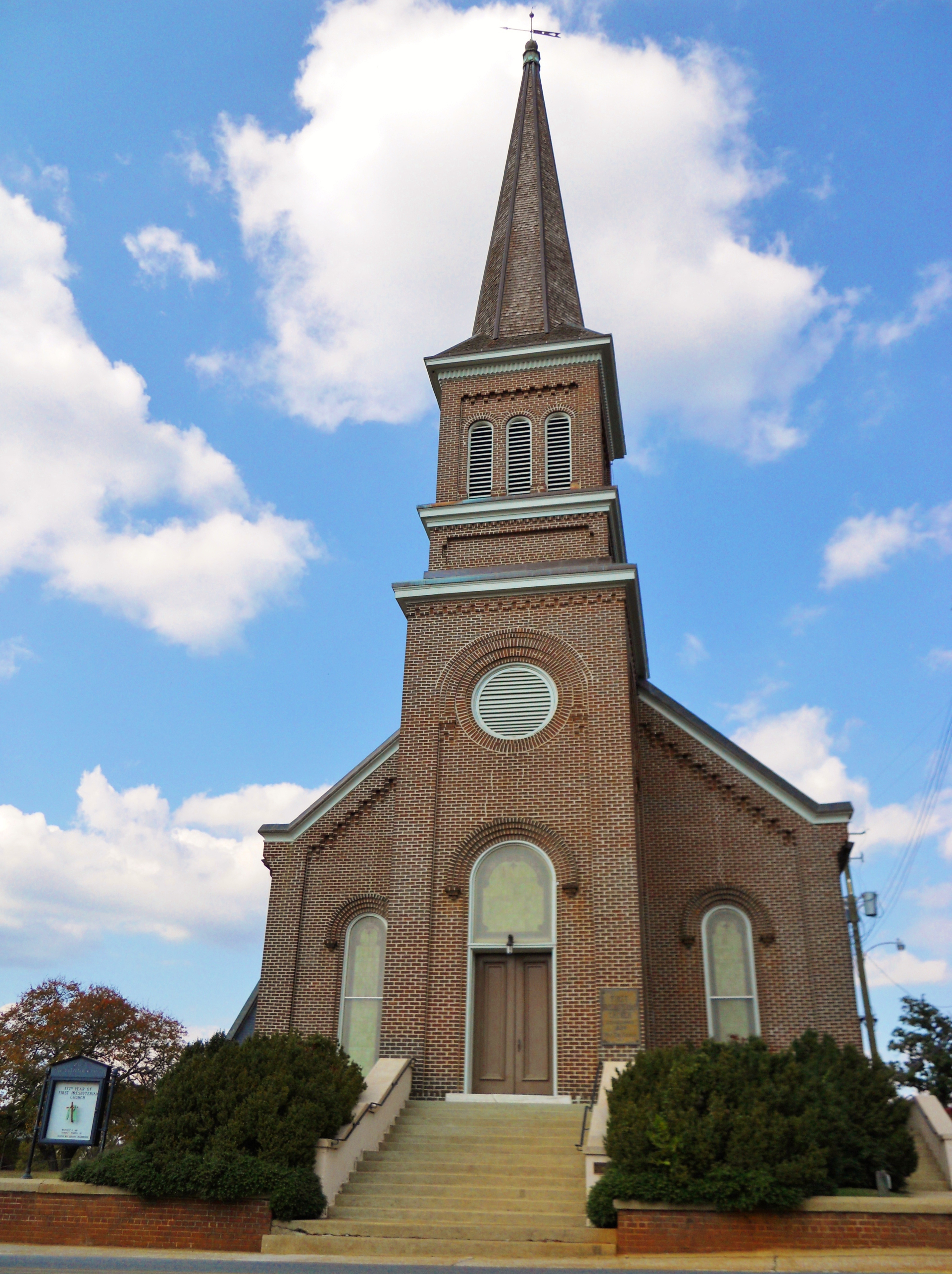
Перша пресвітеріанська церква була включена до Національного реєстру історичних місць 17 листопада 1983 року
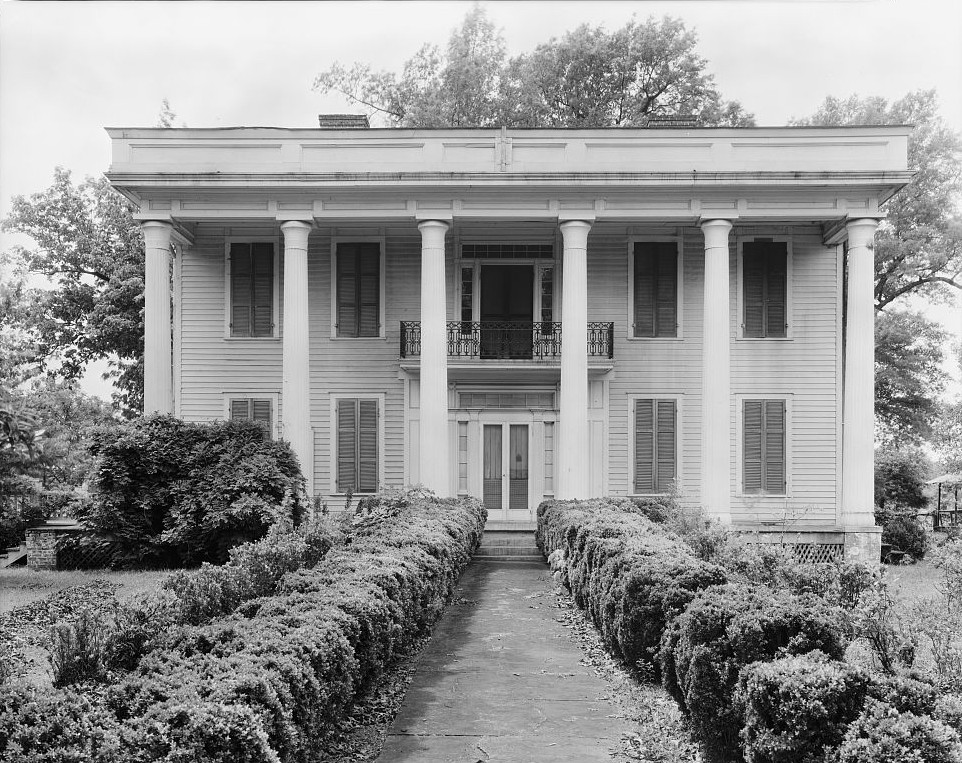
Будинок Лоулер-Вайтинга був включений до Національного реєстру історичних місць 22 травня 1986 року
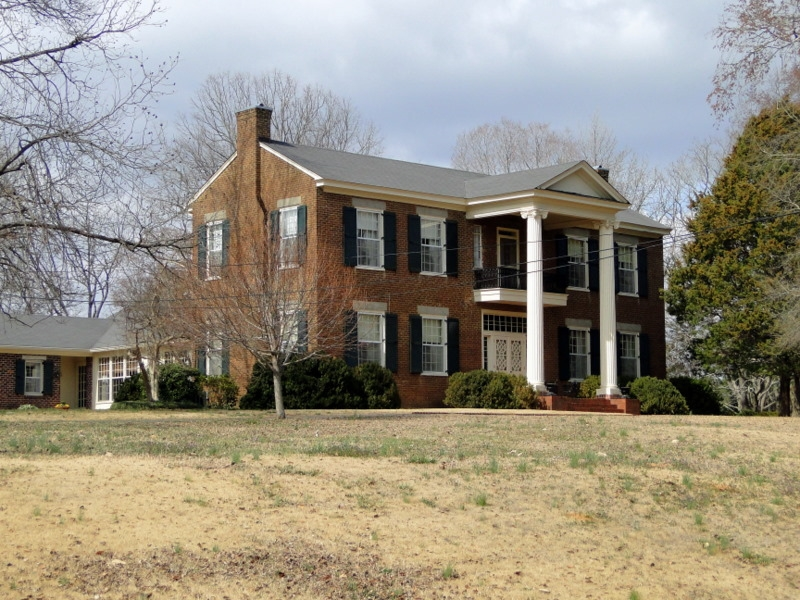
Будинок плантатора був побудований в 1843 році і включений до Національного реєстру історичних місць 15 жовтня 1993 року
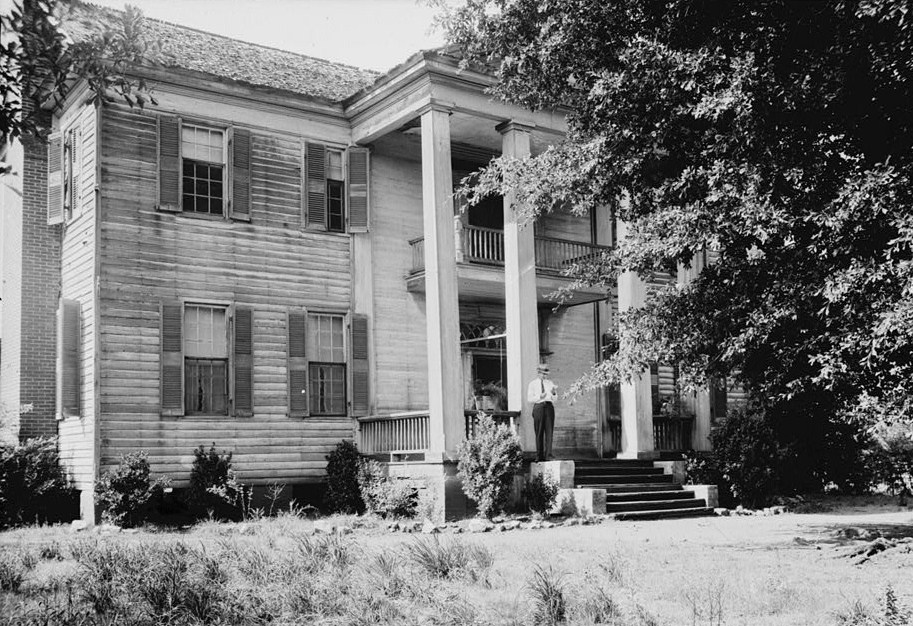
Торнхілл був включений до Національного реєстру історичних місць 20 лютого 1998 року
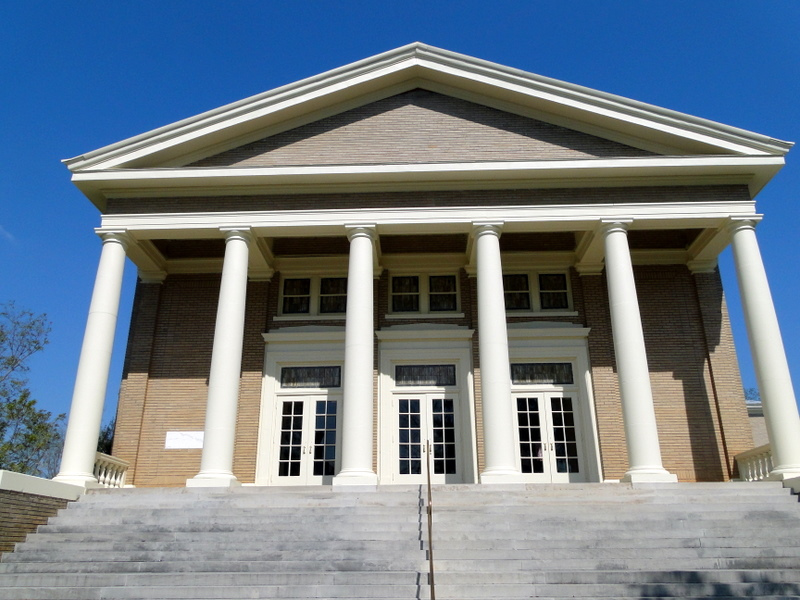
Перша об'єднана методистська церква була побудована в 1921 році
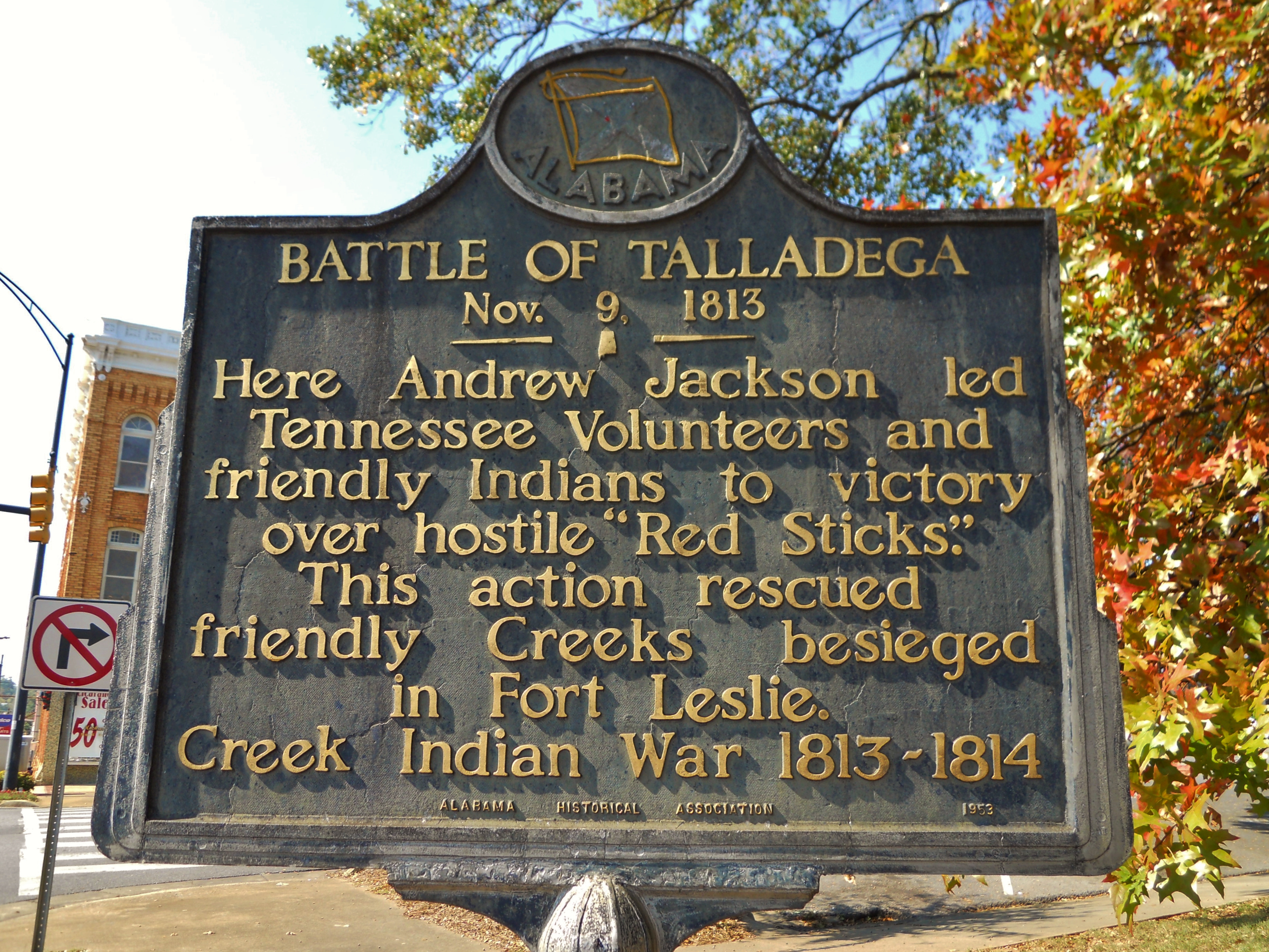
Історичний знак на честь перемоги генерала Ендрю Джексона над Червоними Палками в битві при Таладезі під час Крікської війни
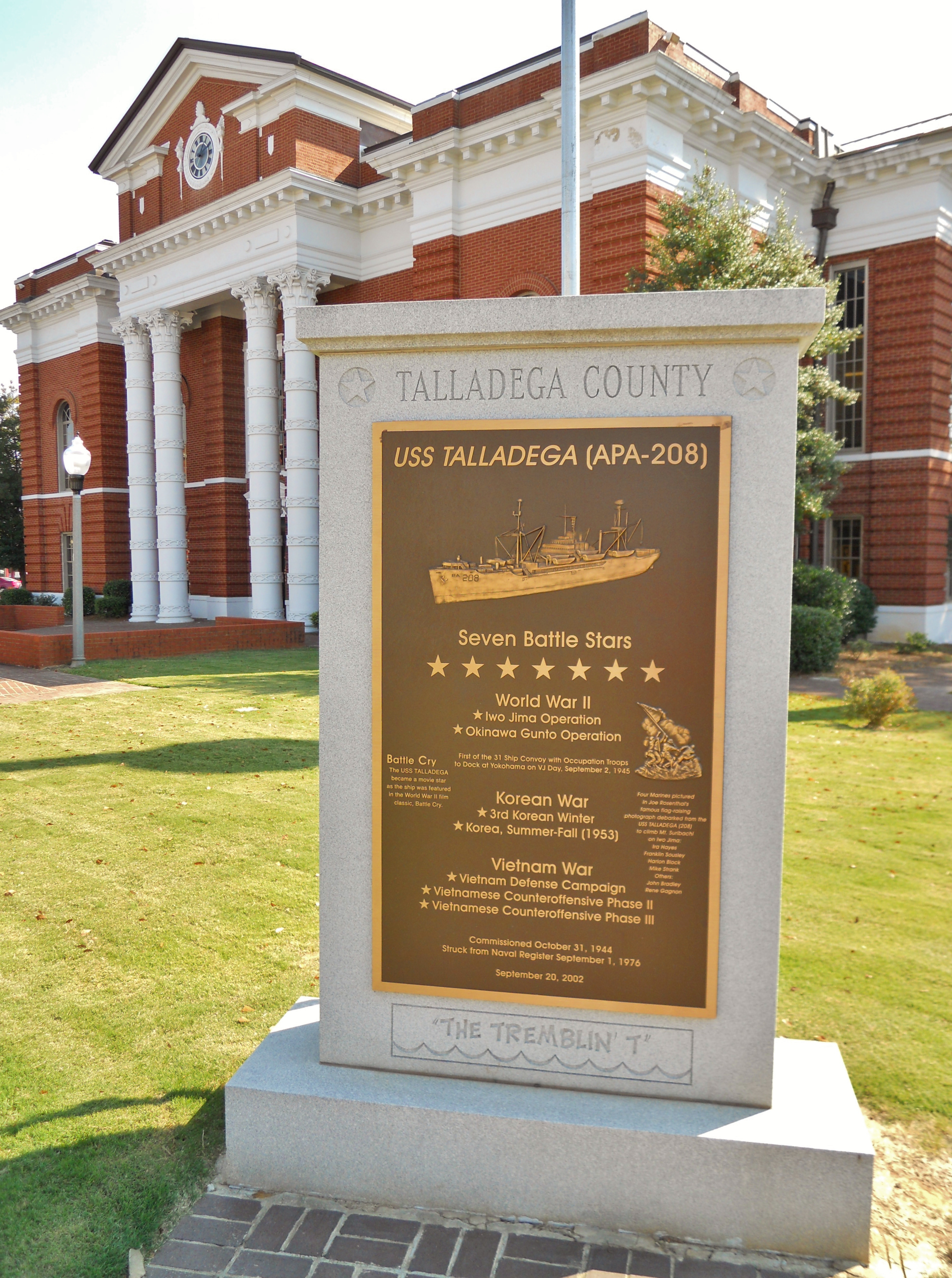
Пам'ятник кораблю «USS Talladega»
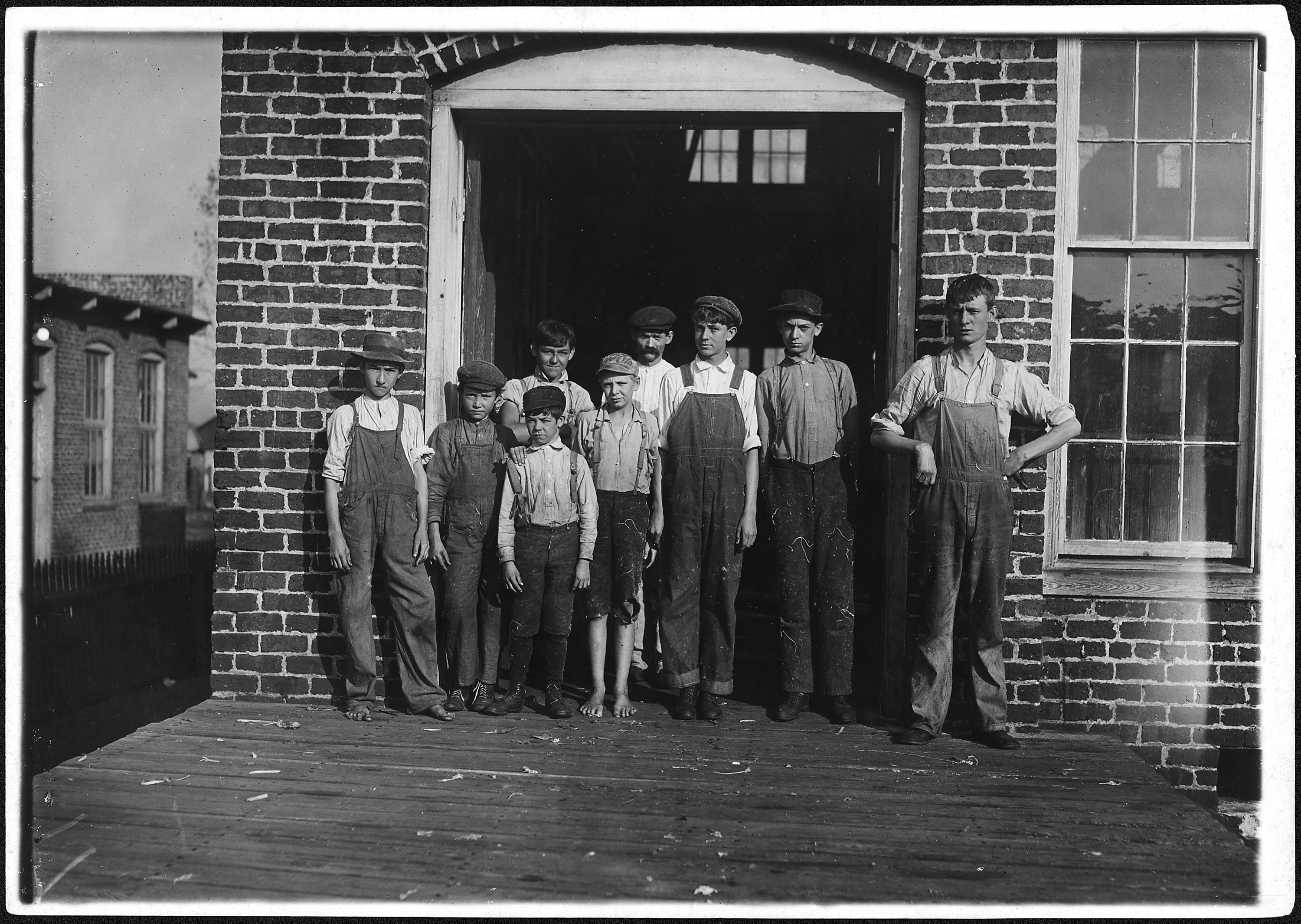
Група робітників бавовняної фабрики, 1910 рік (фотограф Льюїс Гайн)